# خودم را دوست دارم (ترانه هیلی استاینفلد)
«خودم را دوست دارم» (به انگلیسی: Love Myself) ترانه‌ای از بازیگر و خوانندهٔ آمریکایی هیلی استاینفلد می‌باشد که در ۷ اوت سال ۲۰۱۵ از سوی ریپابلیک رکوردز و گروه موسیقی یونیورسال به‌عنوان تک‌آهنگ اصلی از نخستین آلبوم چندآهنگهٔ وی تحت عنوان هایز (۲۰۱۵) منتشر گردید. این اثر توسط ماتیاس لارشون، رابین فردریکسون، اسکار هولتر، جولیا مایکلز و جاستین ترانتر نوشته شده و تهیه و تولید آن را هولتر همراه با لارشون و فردریکسون که با نام هنری متنمن اند رابین فعالیت می‌کنند، بر عهده داشته‌است.